# Iż (dopływ Kamy)
Iż (ros. Иж) – rzeka w Rosji (przepływa przez republiki Udmurcja i Tatarstan) o długości 259 km, prawy dopływ Kamy. Powierzchnia dorzecza zajmuje 8510 km² a średni roczny przepływ (mierzony w punkcie wpływu do jeziora Liebiedinoje) wynosi 34,1 m³/s. Rzeka spławna i żeglowna, jednak pozostaje zamarznięta od połowy listopada do połowy kwietnia. Nad rzeką Iż znajduje się miasto Iżewsk, stolica Udmurcji (jest tam utworzony duży Zalew Iżewski).